# Distretto di Narowal
Il distretto di Narowal (in urdu: ضلع نارووال) è un distretto del Punjab, in Pakistan, che ha come capoluogo Narowal. Nel 2005 possedeva una popolazione di 1.265.097 abitanti.